# Cuộc vây hãm Genoa (1800)
Cuộc vây hãm Genoa (6 tháng 4 - 4 tháng 6 năm 1800) là một trận bao vây trong cuộc chiến tranh giữa Pháp với các quốc gia trong Liên minh thứ hai. Trong trận đánh này, quân đội Áo do Michael von Melas chỉ huy đã bao vây và đánh chiếm thành phố Genova do quân Pháp trấn thủ dưới sự lãnh đạo của tướng André Masséna. Mặc dù đánh chiếm được Genoa nhưng quân Áo cũng chịu nhiều thiệt hại nặng nề; đồng thời sự chống cự kiên cường của Masséna đã khiến Napoléon Bonaparte có đủ thời gian để chuẩn bị binh lực cho chiến thắng ở Trận Marengo sắp tới. Thành thử, cuộc phòng vệ Genoa được xem là một chiến công hiển hách của Masséna và tướng Soult.

## Bối cảnh
Sau khi Massena đập tan quân đồng minh Nga-Áo trong trận Zurich lần thứ hai, liên minh Áo-Nga chống Pháp cũng chấm dứt khi Nga rút khỏi chiến tranh. Tuy nhiên, chiến tranh không vì thế mà kết thúc. Sau khi trở về từ Ai Cập, Napoléon lập tức bắt tay vào chuẩn bị lực lượng cho cuộc chiến quyết định với quân Áo ở miền bắc Ý; tuy nhiên việc đưa quân vào Ý cần phải có thời gian vì vậy Napoléon ra lệnh cho tướng André Masséna phải giữ vững mặt trận ở Nice và Genova càng lâu càng tốt để quân chủ lực Pháp có thể kịp thời hiện diện ở tiền tuyến.

## Diễn biến
Người Pháp có chừng 6 vạn quân, tuy nhiên do bệnh tật, đau ốm nên số binh sĩ chiến đấu được chỉ còn 36 nghìn người. Trong khi đó tướng Michael von Melas nắm trong tay đến 12 vạn quân hùng hậu ở Ý. Trong những trận chiến đầu tiên, dù các tướng Pháp là Suchet và Soult đã chiến đấu hết sức dũng cảm, Genoa vẫn bị cô lập và bị quân Anh-Áo bao vây ở trên bộ lẫn trên biển. Tuy nhiên các binh sĩ Pháp vẫn kiên cường chống trả và vị chỉ huy Masséna của họ cũng thế.
Bản thân Genoa được bảo vệ bởi địa hình tự nhiên và bởi các thành lũy kiên cố - tuy nhiên Masséna vẫn quyết định lựa chọn chiến thuật lấy công làm thủ. Vào ngày 7 tháng 4 Masséna xua quân tấn công vào Monte Ratti, đánh bật quân Áo ra khỏi dãy Apennin và bắt được 1.500 tù binh, bao gồm cả Thiếu tướng Konstantin Ghilian Karl d'Aspré. Vào ngày 9, quân Pháp lại xung phong tấn công dữ dội với hy vọng mở một hành lang nối liền quân bị vây với 1 vạn quân của tướng Suchet. 1.200 quân của Masséna đã phải chiến đấu cật lực với 1 vạn quân Áo, nhưng người Pháp vẫn bám trụ kiên cường và với sự giúp đỡ của cánh quân Soult, 4 nghìn quân Áo lại được thêm vào danh sách tù binh của Pháp. Sau trận đánh dữ dội đó, cuối cùng quân Pháp cũng phải rút vào thành phố và cố thủ. Tiếp đó là những trận đánh đẫm máu tại Pháo đài Quezzi và Pháo đài Richelieu (Genoa) với kết quả là danh sách thương vong của Áo ngày một dài thêm. Cuối cùng, sau khi bị quân Pháp đánh bại ở Đỉnh Creto, quân Áo ngưng toàn bộ mọi hoạt động công kích thành phố.
Tuy nhiên, do bị vây chặt, thành Genoa dần dần lâm vào tình trạng thiếu lương thực trầm trọng, đến mức mà Masséna phải yêu cầu chế biến bánh mì từ hạt cacao và hạt lanh. Nguy cơ binh sĩ nổi loạn ngày một đến gần, nhưng Masséna vẫn kiên trì bám trụ cho đến tận ngày 4 tháng 6, khi phía Áo cho phép quân đồn trú rút lui về vùng lãnh thổ của Pháp một cách an toàn. Như vậy, mặc dù không giữ được Genoa nhưng quân đội của Masséna đã có thể rút lui khỏi thành phố trong tư thế ngẩng cao đầu.

## Kết quả
Mặc dù không giữ được Genoa, cuộc chiến đấu kiên cường của quân Pháp dưới sự lãnh đạo của Masséna đã khiến quân Áo chịu nhiều thiệt hại, đồng thời cũng giúp Napoléon có đủ thời giờ để chuẩn bị binh lực cho Trận Marengo sắp tới. Giống như trong nhiều trận vây hãm khác, quân đội Pháp đồn trú trong thành không hề bị đánh bại bởi quân địch mà chỉ ra hàng vì cạn kiệt lương thực. Thất bại trong thế ngẩng cao đầu này cũng khiến danh tiếng của André Masséna nổi như cồn và ông xứng đáng là một trong những Nguyên soái xuất sắc nhất của Napoléon Bonaparte. Qua đó, cuộc phòng vệ Genoa được coi là một chiến tích hiển hách của hai tướng Masséna và Soult.
Đây được coi là một cuộc vây hãm huy hoàng, và hai tuần sau khi rời bỏ Genoa, Masséna đã kéo quân trở lại thành này trong niềm vui chiến thắng.